# Nata de coco

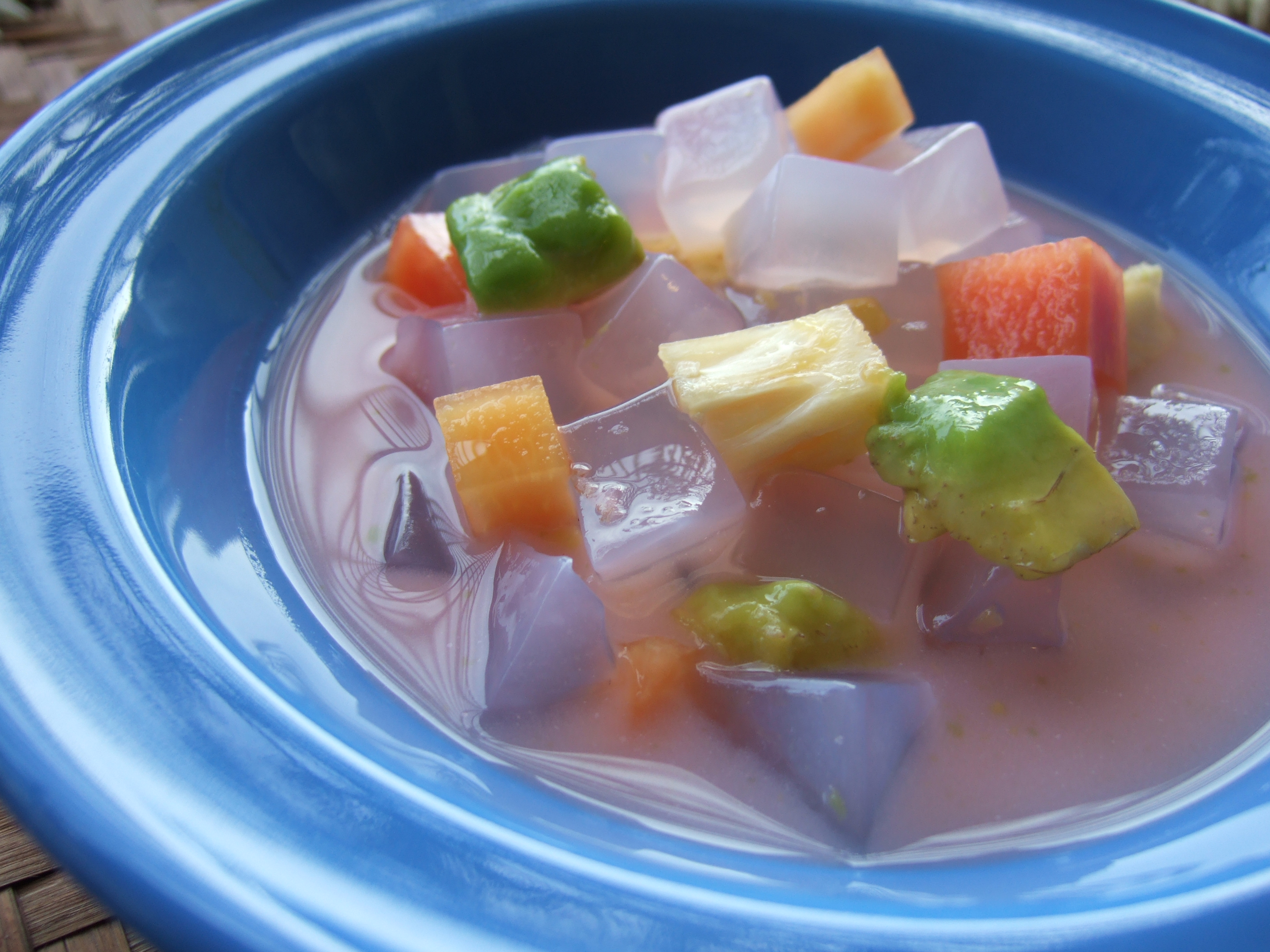
Nachspeise mit Nata de coco

Nata de coco (portugiesisch/spanisch für Kokossahne) ist eine von den Philippinen stammende (Süß-)Speise. Sie wird aus bakteriell fermentiertem Kokosnusssaft hergestellt und erinnert von der Beschaffenheit her an Gelatine, ist jedoch zumeist bissfester. Das wenig geschmacksintensive Nata de Coco wird in aller Regel aromatisiert. Es wird gerne in Würfelform als Beigabe zu Puddings gereicht oder als Zutat für diese verwendet. Es findet jedoch auch in anderen Nachspeisen, Joghurt und sogar Getränken Verwendung.